# Campionati europei di atletica leggera indoor 2015 - 60 metri ostacoli maschili
La specialità dei 60 metri ostacoli maschili ai campionati europei di atletica leggera indoor di Praga 2015 si è svolta alla O2 Arena di Praga, nella Repubblica Ceca, il 6 marzo in 3 turni: le batterie sono partite alle 10:32, le semifinali alle 16:25 e la finale alle 18:55 (ora locale).

## Risultati

### Batterie
I primi tre atleti classificati in ogni gruppo (Q) e quelli che hanno ottenuto i successivi quattro migliori tempi (q) si sono qualificati in semifinale.
| Class | Gruppo | Atleta                  | Nazione       | Tempo | Note                          |
| ----- | ------ | ----------------------- | ------------- | ----- | ----------------------------- |
| 1     | 3      | Pascal Martinot-Lagarde | Francia       | 7.58  | Q,                            |
| 2     | 4      | Konstantin Shabanov     | Russia        | 7.61  | Q,                            |
| 3     | 4      | Erik Balnuweit          | Germania      | 7.62  | Q                             |
| 4     | 2      | Wilhem Belocian         | Francia       | 7.63  | Q                             |
| 5     | 4      | Balázs Baji             | Ungheria      | 7.64  | Q                             |
| 6     | 1      | Dimitri Bascou          | Francia       | 7.65  | Q                             |
| 6     | 3      | Lawrence Clarke         | Gran Bretagna | 7.65  | Q                             |
| 8     | 2      | João Carlos Almeida     | Portogallo    | 7.66  | Q, =                          |
| 8     | 3      | Petr Svoboda            | Rep. Ceca     | 7.66  | Q,                            |
| 10    | 2      | Konstadinos Douvalidis  | Grecia        | 7.67  | Q                             |
| 11    | 4      | Damien Broothaerts      | Belgio        | 7.69  | q                             |
| 12    | 2      | David Omoregie          | Gran Bretagna | 7.72  | q                             |
| 13    | 2      | Gregory Sedoc           | Paesi Bassi   | 7.72  | q                             |
| 14    | 3      | Damian Czykier          | Polonia       | 7.73  | q                             |
| 15    | 4      | Hassane Fofana          | Italia        | 7.75  | Miglior prestazione personale |
| 16    | 3      | Vitali Parakhonka       | Bielorussia   | 7.76  | Miglior prestazione personale |
| 17    | 1      | Dominik Bochenek        | Polonia       | 7.79  | Q                             |
| 18    | 1      | Andreas Martinsen       | Danimarca     | 7.83  | Q, =                          |
| 19    | 1      | Milan Trajkovic         | Cipro         | 7.83  |                               |
| 20    | 1      | Maksim Lynsha           | Bielorussia   | 7.84  |                               |
| 21    | 3      | Dániel Kiss             | Ungheria      | 7.86  |                               |
| 21    | 4      | Serhiy Kopanayko        | Ucraina       | 7.86  |                               |
| 23    | 2      | Martin Mazáč            | Rep. Ceca     | 7.90  |                               |
| 24    | 2      | Valdó Szűcs             | Ungheria      | 7.97  |                               |
| 25    | 3      | Rahib Mammadov          | Azerbaigian   | 8.05  |                               |
| 26    | 1      | Gerard O'Donnell        | Irlanda       | 8.06  |                               |
| 26    | 4      | Andrej Bician           | Slovacchia    | 8.32  |                               |
| -     | 1      | Petr Penáz              | Rep. Ceca     | dnf   |                               |

### Semifinali
I primi quattro atleti classificati in ogni gruppo (Q) si sono qualificati in finale.

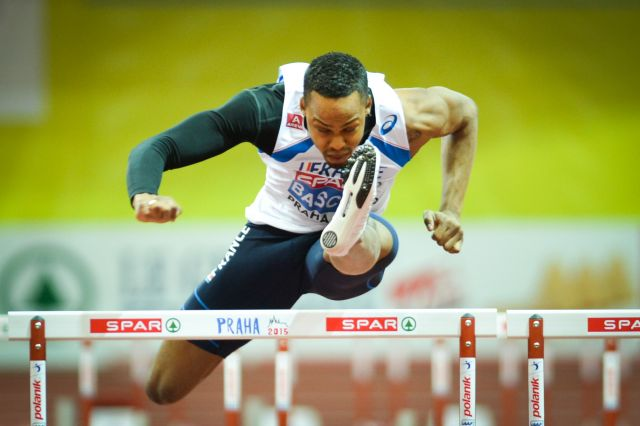
Dimitri Bascou ha realizzato il miglior tempo delle semifinali.

| Class | Gruppo | Atleta                  | Nazione       | Tempo | Note                                     |
| ----- | ------ | ----------------------- | ------------- | ----- | ---------------------------------------- |
| 1     | 2      | Dimitri Bascou          | Francia       | 7.46  | Q,                                       |
| 2     | 1      | Wilhem Belocian         | Francia       | 7.53  | Q, =                                     |
| 3     | 2      | Pascal Martinot-Lagarde | Francia       | 7.54  | Q,                                       |
| 4     | 2      | Erik Balnuweit          | Germania      | 7.59  | Q,                                       |
| 5     | 1      | Petr Svoboda            | Rep. Ceca     | 7.61  | Q,                                       |
| 6     | 1      | Konstadinos Douvalidis  | Grecia        | 7.62  | Q,                                       |
| 7     | 2      | Balázs Baji             | Ungheria      | 7.65  | Q                                        |
| 8     | 2      | Gregory Sedoc           | Paesi Bassi   | 7.65  | Miglior prestazione personale stagionale |
| 9     | 1      | Lawrence Clarke         | Gran Bretagna | 7.66  | Q                                        |
| 10    | 1      | Konstantin Shabanov     | Russia        | 7.66  |                                          |
| 11    | 1      | João Carlos Almeida     | Portogallo    | 7.68  |                                          |
| 12    | 1      | Damien Broothaerts      | Belgio        | 7.72  |                                          |
| 13    | 2      | Dominik Bochenek        | Polonia       | 7.73  |                                          |
| 13    | 2      | Andreas Martinsen       | Danimarca     | 7.73  | Record nazionale                         |
| 15    | 1      | Damian Czykier          | Polonia       | 7.75  |                                          |
| 16    | 2      | David Omoregie          | Gran Bretagna | 7.76  |                                          |

### Finale

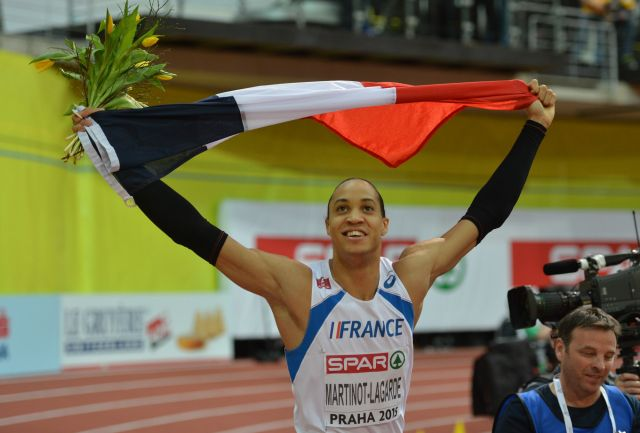
Il vincitore, Pascal Martinot-Lagarde.

| Class   | Corsia | Atleta                  | Nazione       | Tempo | Note                                     |
| ------- | ------ | ----------------------- | ------------- | ----- | ---------------------------------------- |
| Oro     | 6      | Pascal Martinot-Lagarde | Francia       | 7.49  | Miglior prestazione personale stagionale |
| Argento | 5      | Dimitri Bascou          | Francia       | 7.50  |                                          |
| Bronzo  | 3      | Wilhem Belocian         | Francia       | 7.52  | Miglior prestazione personale            |
| 4       | 8      | Erik Balnuweit          | Germania      | 7.59  | =                                        |
| 5       | 2      | Lawrence Clarke         | Gran Bretagna | 7.63  |                                          |
| 6       | 7      | Konstadinos Douvalidis  | Grecia        | 7.64  |                                          |
| 7       | 1      | Balázs Baji             | Ungheria      | 7.65  |                                          |
| 8       | 4      | Petr Svoboda            | Rep. Ceca     | 7.67  |                                          |